# Дружина
Дружи́на — княжеское войско. Являлась таким же необходимым элементом в древнерусском обществе, как и князь. Князь нуждался в военной силе, как для обеспечения внутреннего порядка, так и для обороны от внешних врагов. Дружинники были реальной военной силой, всегда готовой к бою, а также советниками князя. Кроме военной несли управленческие и судебные функции.

## Значение
Как военная сила, дружина помогает князю в добывании выгодного стола, поднимает значение князя в глазах народа: князь, который сумел сгруппировать вокруг себя наибольшее количество искусных воинов, является наиболее надёжным защитником своего княжества — а это имело громадное значение в эпоху постоянной напряжённой борьбы с иноплеменниками. Поэтому князья ценят свою дружину, берегут её, щедро одаряют дружинников.

## Численность и состав

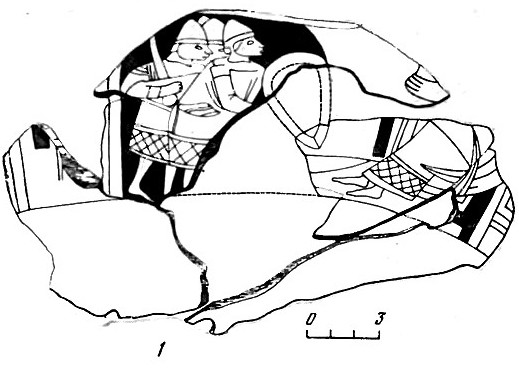
Чаша с изображением дружинников и князя, Смоленское княжество, конец XII — начало XIII века

Дружина в доудельный период не связана с землёй, а только с князем. Этнический состав дружины не отличался однородностью: в княжеских дружинах IX—XII веков встречаются варяги, русь, финны, тюрки, поляки, венгры. Отношения дружины к князю основаны на свободном договоре. Вступление в дружину и выход из неё свободны: недовольный князем дружинник всегда может покинуть его и перейти к другому.

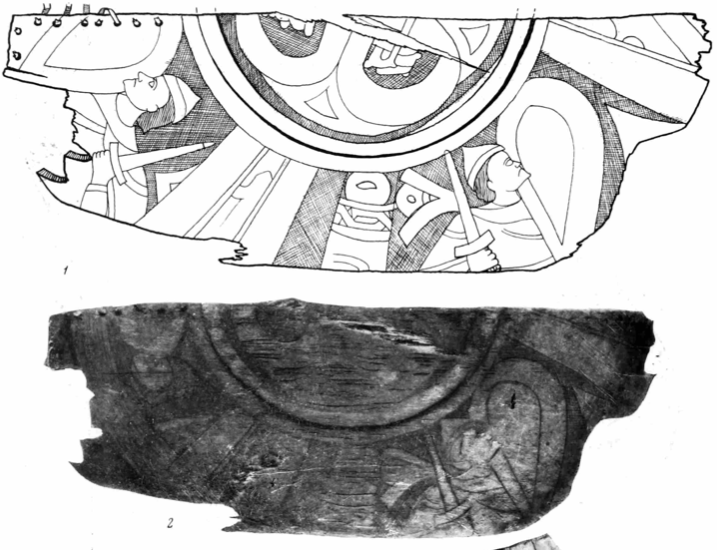
Изображение дружинников на чаше, Новгород, вторая половина XIII века

Численный состав дружины был различен, но предположительно не превышал нескольких сот человек (по сообщению Ибн Фадлана от 922 года, вместе с киевским князем «в его замке находятся 400 мужей из числа богатырей, его сподвижников»; Борис Рыбаков о княжеском замке XI—XII веков: «всего здесь, по приблизительным подсчётам, могло проживать 250—300 человек»). Дружина являлась ядром войска и составляла, вероятно, главную часть конницы, но в крупных военных предприятиях в качестве основной военной силы отмечено участие:
- в конце IX — середине X веков — войск подвластных князю племён;
- во второй половине X — в первой половине XI веков — полков «воев», формировавшихся путём нерегулярных наборов на продолжительный срок;
- с середины XI века — городовых полков, выступавших в поход по решению веча и получавших оружие и коней от князя.

В XI—XII веках дружина резко делится на два слоя: дружину старейшую, лепшую (лучшую), переднюю, и дружину молодшую. Первую составляли княжие мужи, бояре; они занимали высшие должности, военные и гражданские, — посадника, тысяцкого, воеводы; они же были советниками князя и наиболее влиятельной составляющей веча. Младшая дружина заключала в себе, по-видимому, несколько разрядов: отроки (пасынки или детские), кмети, гриди, дети боярские. По мнению Василия Сергеевича, отроки составляли низший разряд младшей дружины и исполняли служебные обязанности при княжеском дворе; между ними могли быть несвободные люди, холопы, детские же состояли исключительно из свободных.
Понятие князь как предводителя бродячей дружины и властителя княжества были совершенно иные.

## Функции

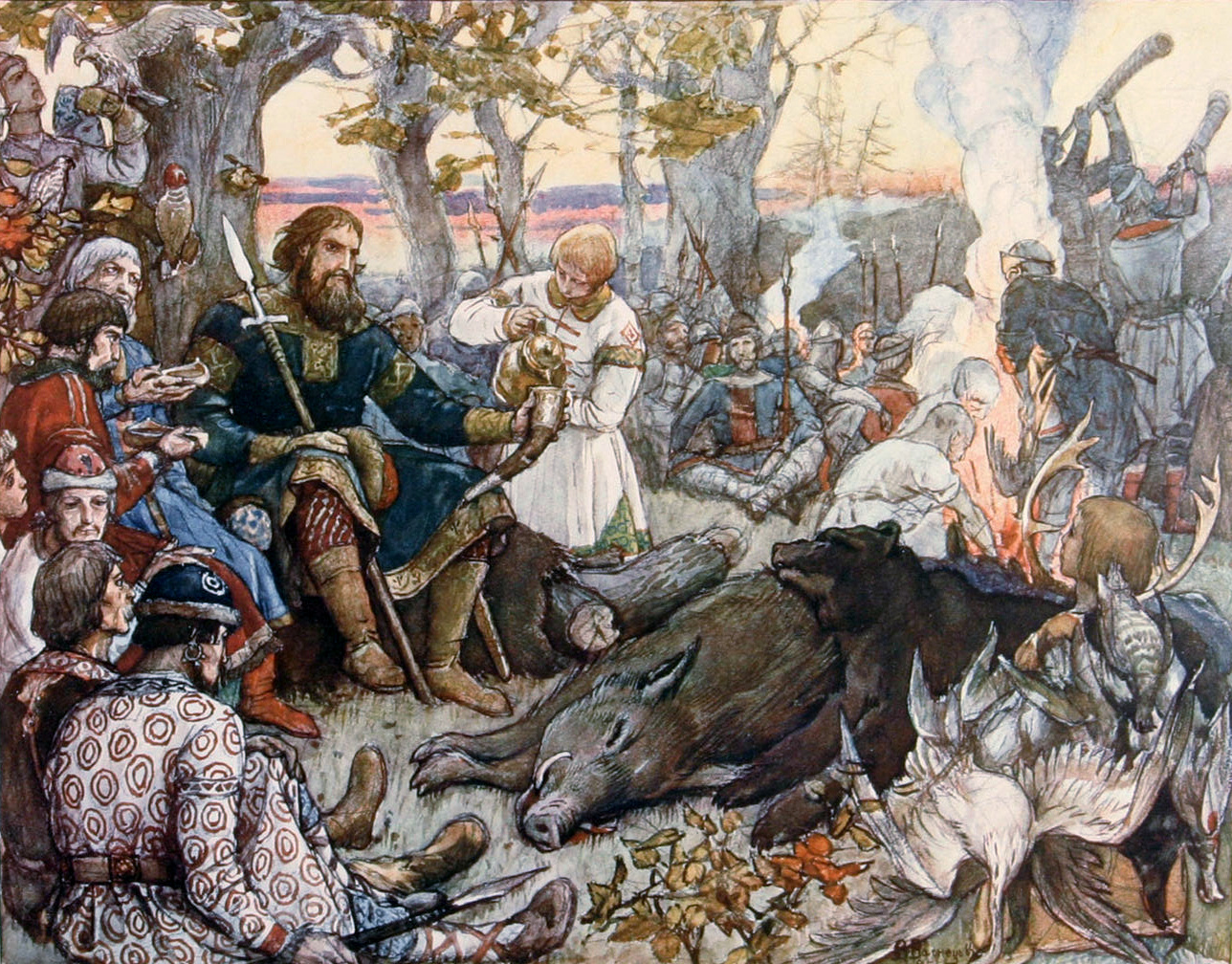
Отдых великого князя Владимира Мономаха после охоты. (Виктор Васнецов, 1848)

Сверх военной службы члены младшей дружины исполняют различные поручения князя, сопровождают его в качестве свиты и телохранителей. В советах князей младшая дружина не участвует, за исключением военных советов, на которые допускались даже инородцы, участвовавшие в походе в качестве союзников. В летописи есть упоминания о том, что у некоторых старейших дружинников были свои собственные дружины. Князь содержит дружину на те доходы, которые он получает с волости; кроме того, дружина получает часть военной добычи.
За убийство старшего дружинника взимается двойная вира; с течением времени князья стараются распространить двойную виру и на младших дружинников. В случае смерти князя дружина в основном переходила к его преемнику. Таким образом в княжестве иногда являлось две дружины, старая и новая, между которыми почти всегда возникало соперничество. Первая обыкновенно претендует на старшинство; но вторая естественно пользуется большим доверием князя, с которым она пришла. С утверждением в некоторых областях отдельных ветвей Рюрикова дома дружина приобретает более оседлый, местный характер; в XII веке дружинники владеют уже земельной собственностью. Эта черта постепенно вытесняет на второй план прежние функции боярства — бюрократические и вечевые, как следствие, значение веча и вечевых полков уменьшается. Оснащение основной части войска децентрализуется. Боярство — некогда ближайшие сподвижники князей — начинает противопоставляться их новой непосредственной опоре — двору.

Памятник дружине Александра Невского на г. Соколиха в Пскове (1993, скульптор И. И. Козловский, архитектор П. С. Бутенко)

По мере обособления земель-княжений под более устойчивой княжеской властью эта последняя не только усиливалась, но и приобретала местный, территориальный характер. Административная, организующая деятельность её не могла не наложить руку на строй военных сил, притом так, что дружинные войска становятся местными, а городские — княжьими. И судьбы слова «дружина» своими колебаниями свидетельствуют об этом сближении элементов, бывших разнородными. Князья начинают говорить о городовых полках как о «своих» полках, а дружиной называть отряды, составленные из местного населения, не отождествляя их со своей личною дружиной — двором. Понятие о княжой дружине сильно расширилось к концу XII века. Оно объемлет влиятельные верхи общества и всю военную силу княжения. Дружина разделилась на княжой двор и боярство, крупное и рядовое.

## В Западной Европе
Существование дружин зафиксировано письменными источниками у германцев, вторгшихся на территорию бывшей Римской империи (в основном, в Италии и Франции) и у норманнов на территории северной Франции, северной Германии и Англии. Так же, как и на Руси, функциями дружины были сбор дани, военные походы и защита вождя (короля, князя). Первоначально дружина была исключительно пешим войском. Дружина имела сильное влияние на короля и существовала за счёт добычи, которой король делился с дружинниками. С развитием феодализма дружина уступила место обычному феодальному войску.
Слова, аналогичные по значению и звучанию словам «друг» и «дружина», существовали в некоторых европейских языках: староанглийском (drihtin), старонорвежском (dróttin) исландском (drótt) и других. Считается, что все они произошли от протогерманского druhtinaz — войско, банда.